# Tech noir
Tech noir (även kallat cyber noir, future noir och science fiction noir) är en hybridgenre av fiktion, särskilt film, som kombinerar film noir och science fiction. Framträdande verk i genren är Blade Runner av Ridley Scott från 1982 och The Terminator av James Cameron från 1984.  Tech noir framhäver "teknik som en destruktiv och dystopisk kraft som hotar alla aspekter av vår verklighet.".
James Cameron myntade själv begreppet i filmen The Terminator när han använde det som namn på en nattklubb som en blinkning till filmens genreblandning av film noir med futuristisk science fiction. 